# LU-662
La carretera autonómica LU-662 es una carretera secundaria de la Junta de Galicia que transcurre por el casco urbano de Monforte de Lemos, en la provincia de Lugo. Tiene una longitud de 1,2 km.

## Trazado
Comienza su trazado en la carretera LU-546, que recibe la denominación urbana de Rúa do Morín, y se llama Rúa da Coruña en su primer tramo de recorrido. Al finalizar esta en la Plaza de la Estación, gira hacia la derecha y recibe el nombre de Rúa Leopoldo Calvo Sotelo hasta el final de su trazado. Bajo esta denominación enlaza con las calles Pontevedra, Curros Enríquez, San Pedro, Zapardiel, Os Lagares, Florida y Roberto Baamonde. Cruza mediante el paso a nivel de A Florida la línea férrea Monforte-Redondela y finaliza junto a este en la carretera LU-933, en la confluencia de las calles Ramón del Valle Inclán y Benito Vicetto.